# Mir (Vareš)
Pour les articles homonymes, voir Mir.
Mir (en cyrillique : Мир) est un village de Bosnie-Herzégovine. Il est situé dans la municipalité de Vareš, dans le canton de Zenica-Doboj et dans la fédération de Bosnie-et-Herzégovine. Selon les premiers résultats du recensement bosnien de 2013, il compte 22 habitants.

## Démographie

### Évolution historique de la population dans la localité
| 1948 | 1953 | 1961 | 1971 | 1981 | 1991 | 2013 |
| ---- | ---- | ---- | ---- | ---- | ---- | ---- |
| -    | -    | 180  | 196  | 174  | 153  | 22   |

|  |

### Répartition de la population par nationalités (1991)
En 1991, les 153 habitants du village étaient tous croates.

### Communauté locale
En 1991, la communauté locale de Mir comptait 199 habitants, répartis de la manière suivante :